# Neerabup National Park
Neerabup National Park är en park i Australien. Den ligger i delstaten Western Australia, omkring 34 kilometer norr om delstatshuvudstaden Perth. Arean är 11,0 kvadratkilometer.
Runt Neerabup National Park är det mycket tätbefolkat, med 1 411 invånare per kvadratkilometer.. Närmaste större samhälle är Clarkson, nära Neerabup National Park. 
Genomsnittlig årsnederbörd är 820 millimeter. Den regnigaste månaden är juli, med i genomsnitt 142 mm nederbörd, och den torraste är januari, med 11 mm nederbörd.